# Wspólnota administracyjna Pöttmes
Wspólnota administracyjna Pöttmes – wspólnota administracyjna (niem. Verwaltungsgemeinschaft) w Niemczech, w kraju związkowym Bawaria, w rejencji Szwabia, w regionie Augsburg, w powiecie Aichach-Friedberg. Siedziba wspólnoty znajduje się w miejscowości Pöttmes. Powstała 1 stycznia 1994.
Wspólnota administracyjna zrzesza jedną gminę targową (Markt) oraz jedną gminę wiejską (Gemeinde): 
- Baar (Schwaben), 1 130 mieszkańców, 16,94 km²
- Pöttmes, gmina targowa, 6 268, mieszkańców, 82,58 km²